# Amphiglossus astrolabi
Amphiglossus astrolabi är en ödleart som beskrevs av  Duméril och BIBRON 1839. Amphiglossus astrolabi ingår i släktet Amphiglossus och familjen skinkar. IUCN kategoriserar arten globalt som livskraftig.
Artens utbredningsområde är Madagaskar. Inga underarter finns listade i Catalogue of Life.

## Bildgalleri

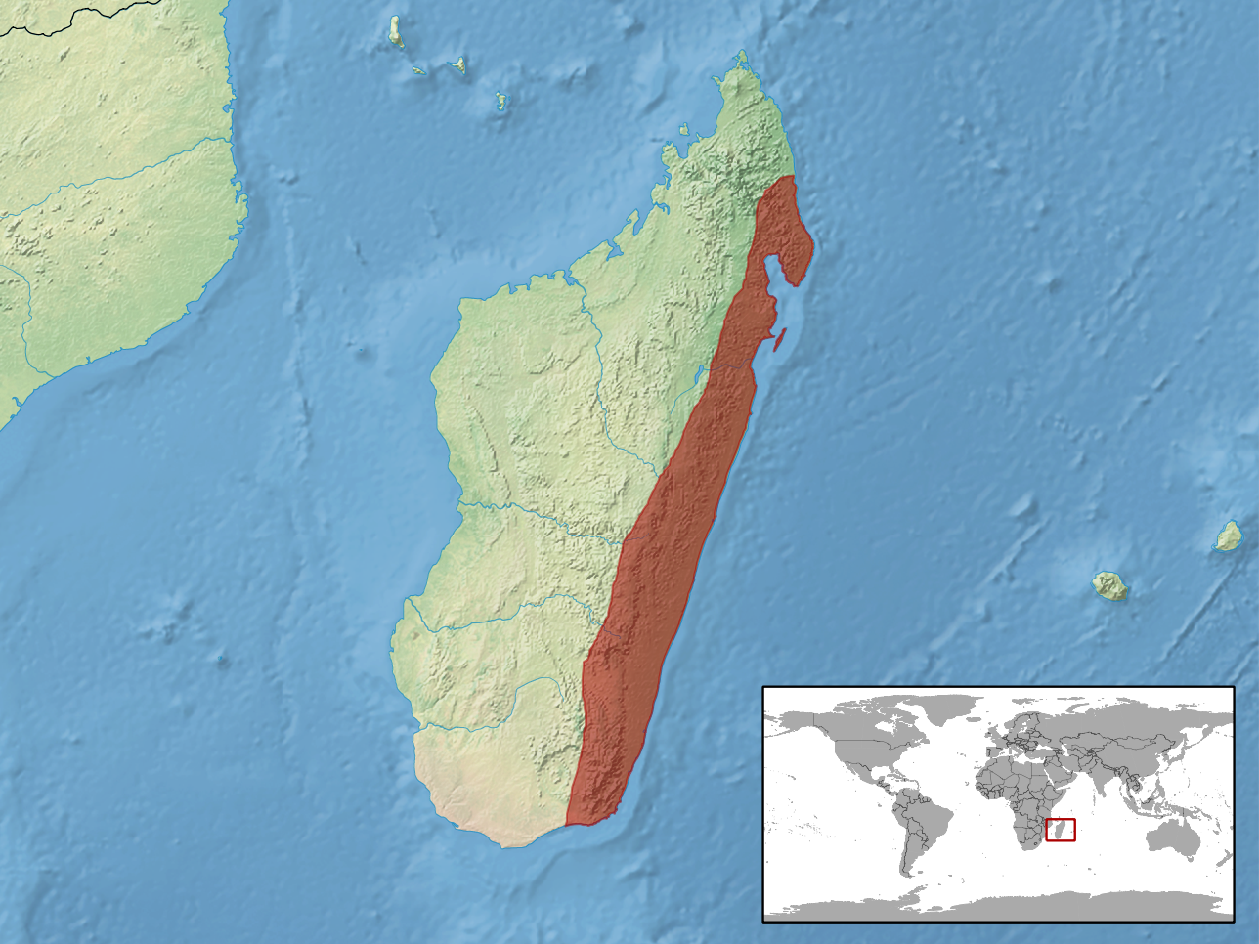